# Dieta de Okinawa
A dieta de Okinawa descreve os hábitos de consumo tradicionais das ilhas Ryukyu, pertencentes ao Japão. Os habitantes de Okinawa apresentavam uma longevidade excepcional. Cerca de 96% da dieta consistia em vegetais. Recentemente, no entanto, têm sido adotados hábitos alimentares ocidentais e japoneses, e tem-se assistido a um declínio da longevidade.

## Características
A dieta de Okinawa carateriza-se por:
- Baixa ingestão de calorias
- Alto consumo de vegetais (particularmente raízes e vegetais verdes e amarelos)
- Alto consumo de leguminosas (principalmente soja)
- Consumo moderado de produtos de peixe (mais nas áreas costeiras)
- Baixo consumo de produtos de carne (principalmente porco magro)
- Baixo consumo de produtos lácteos
- Baixa ingestão de gorduras (rácio alto de gorduras mono e poli-insaturadas para saturadas; rácio baixo de ómegas 6 para 3)
- Ênfase em carboidratos de baixo índice glicémico
- Alta ingestão de fibra
- Consumo moderado de álcool

69% dos alimentos consumidos eram batatas-doces com o interior violeta, ricas em antioxidantes.
As ilhas também tinham contacto marítimo com outros países asiáticos e consumiam muita cúrcuma, que é anti-inflamatória e protege o ADN.